# 1932年3月7日日食
1932年3月7日日食是一次日環食，發生於协调世界时1932年3月7日。新月當天（即朔日），地球上觀測到月球和太阳的角距離極小，此時月球如果恰好在月球交點附近，穿過太阳和地球之間，與地球、太阳接近一直線，則會出現日食。月球穿過太阳和地球之間，但距地球較遠，本影未能接觸地表，而使偽本影覆蓋的區域內看到月球的角直徑小於太陽，就形成日環食，同時在偽本影兩側數千公里的半影範圍內形成日偏食。此次日環食經過了南极洲和澳大利亚，日偏食則覆蓋了馬來群島中南部、澳大利亚及周邊部分地區。

## 日食概況

### 出現區域
月球偽本影在南极洲維多利亞地以東的羅斯海海面即將日落時最先接觸地球表面，隨後向西登上維多利亞地，逐漸轉向西北，覆蓋了維多利亞地和威爾克斯地的部分後向北離開南极洲，在威爾克斯地東部海岸以北約500公里的洋面達到最大食分。此後偽本影又逐漸轉向東北，在日落前夕擦過澳大利亚塔斯馬尼亞州南部，不久就離開地表。
偽本影經過的陸地依次包括：
- 南极洲：維多利亞地北半部和威爾克斯地北部；
- ：塔斯馬尼亞省南部。[3][4]

除了上述環食帶內能看到日環食之外，月球半影覆蓋範圍內都能看到日偏食，包括馬來群島中南部、新幾內亞西南半部、澳大利亚、新西兰西南端、凱爾蓋朗群島，及南极洲除南極半島地區外的大部。
月球在其軌道上自西向東轉動，發生日食時，月球在地球表面的陰影也大多自西向東移動，而從地球上看，太陽的西側先被月球遮掩，然後逐漸向東。但此次日食發生在春分前不久，地軸南端略向太陽方向傾斜，月球本影經過了晨昏圈最南端附近的區域，因而在南极點偏向南美洲方向的被半影覆蓋、看到日偏食的極小區域內，月影在地表自東向西移動，地面上看到的太陽東側最先被月球遮掩。一般日食開始於晨線，結束於昏線，即在最先看到日食的地方，日食出現在日出時分，而此次日環食開始和結束均在昏線上，最先看到日環食的羅斯海海域也是在日落時看到。環食帶及大部分日偏食區域內的日食都發生在3月7日，而南极洲沒有確定使用的时区，還有靠近南极點的極小一部分地區處於極晝，從地理位置上看，南极點偏向太平洋東部方向的極晝區域在3月6日深夜看到日偏食，更小的一部分區域的日偏食在3月6日子夜前不久開始，在3月7日凌晨結束。

### 基本參數
- 類型：日環食
- 食甚中心處（位於南极洲威爾克斯地東部海岸以北約500公里的洋面）資料：
  - 時間：1932年3月7日7:55:26.4
  - 地點：60°44.3′S 134°26.1′E / 60.7383°S 134.4350°E
  - 食分：0.9277（環食帶內最大）
  - 日環食持續時間：5分19.1秒

## 相關的日食

### 1931-1935年的日食
月球交替位於相對的月球交點時，以半個交點年（食年），即約177天又4小時間隔出現下列日食。
註：1931年4月18日和1931年10月11日的日偏食屬於上一組交點年系列。1935年1月5日、1935年6月30日的日偏食和1935年12月25日的日環食屬於下一組交點年系列。
| 1931年至1935年的日食系列 | 1931年至1935年的日食系列 | 1931年至1935年的日食系列 | 1931年至1935年的日食系列 | 1931年至1935年的日食系列 | 1931年至1935年的日食系列 |
| ------------------------ | ------------------------ | ------------------------ | ------------------------ | ------------------------ | ------------------------ |
| 降交點                   | 降交點                   |                          | 升交點                   | 升交點                   |                          |
| 沙羅周期                 | 地圖                     | 沙羅周期                 | 地圖                     |                          |                          |
| 114                      | 1931年9月12日 偏食（北） | 119                      | 1932年3月7日 環食        |                          |                          |
| 124                      | 1932年8月31日 全食       | 129                      | 1933年2月24日 環食       |                          |                          |
| 134                      | 1933年8月21日 環食       | 139                      | 1934年2月14日 全食       |                          |                          |
| 144                      | 1934年8月10日 環食       | 149                      | 1935年2月3日 偏食（北）  |                          |                          |
| 154                      | 1935年7月30日 偏食（南） |                          |                          |                          |                          |

### 沙羅周期
沙羅周期長度為18年11天。本次日食屬於沙羅周期119，共包含71次日食，依次為850年5月15日至976年7月29日的8次日偏食、994年8月9日至1012年8月20日的2次日全食、1030年8月31日的1次全環食（亦稱混合食）、1048年9月10日至1950年3月18日的51次日環食、1968年3月28日至2112年6月24日的9次日偏食，總共歷時1262.11年。其中最長的全食發生於1012年8月20日，僅持續了32秒。
下表列舉了1901年至2100年間發生的屬於該周期的日食，是第60至70次：
| 60            | 61            | 62            |
| ------------- | ------------- | ------------- |
| 1914年2月25日 | 1932年3月7日  | 1950年3月18日 |
| 63            | 64            | 65            |
| 1968年3月28日 | 1986年4月9日  | 2004年4月19日 |
| 66            | 67            | 68            |
| 2022年4月30日 | 2040年5月11日 | 2058年5月22日 |
| 69            | 70            |               |
| 2076年6月1日  | 2094年6月13日 |               |

## 資料來源
1. ↑  樊忠玉. . 中国天文科普网.   [2016-03-31]. （原始内容存档于2014-09-17）.
2. 1 2  Fred Espenak. . NASA Eclipse Web Site.   [2016-03-31]. （原始内容存档于2020-10-24）.（英文）
3. ↑  Fred Espenak. . NASA Eclipse Web Site.   [2016-03-31]. （原始内容存档于2020-10-20）.（英文）
4. ↑  Xavier M. Jubier. .   [2016-03-31]. （原始内容存档于2017-03-05）.（法文）（英文）
5. ↑  Fred Espenak. . NASA Eclipse Web Site.   [2016-03-31]. （原始内容存档于2017-12-28）.（英文）
6. ↑  Fred Espenak. . NASA Eclipse Web Site.（英文）

## 外部連結
- NASA日食專頁（页面存档备份，存于）（英文）
- 可見區域圖和時間統計：由弗雷德·埃斯佩纳克做出的日食預報，NASA/GSFC
  - Google互動地圖呈現的日食範圍
  - 貝塞爾元素
- Google地圖顯示的日環食和日偏食範圍（页面存档备份，存于）（法文）（英文）

| \| \| 日食 \|                              |                             |                                           |
| 上一次日食： 1931年10月11日日食 （日偏食） | 1932年3月7日日食 （日環食） | 下一次日食： 1932年8月31日日食 （日全食） |
| 上一次日環食： 1929年11月1日日食           | 1932年3月7日日食 （日環食） | 下一次日環食： 1933年2月24日日食          |
|                                            | 日食                        |                                           |